# Чаква (ліва притока Горині)
Ча́ква — річка в Україні, у Володимирецькому районі Рівненської області. Ліва притока Горині (басейн Дніпра).

## Опис
Довжина річки близько 9,5 км.

## Розташування
Бере початок на південно-східній стороні від Жовкині. Тече переважно на південний схід через Антонівку, Чакву і впадає у річку Горинь, праву притоку Прип'яті.
Річку перетинає автошлях М06.